# Капитуляции Османской империи
Капитуляции Османской империи (тур. Osmanlı İmparatorluğu kapitülasyonları) ― ряд договоров между Османской империей и европейскими державами, в первую очередь с Францией.
Капитуляции, или ахаднамы, как правило, являлись двусторонними актами, предусматривавшими договоренности в отношении друг друга, а не просто уступками. Капитуляции были дарами султанов к христианским государствам: им предоставлялись права и привилегии в отношении их подданных, проживающих или осуществляющих торговлю на территории империи. Такая же политика в отношении европейских государств проводилась и Византией. Согласно положениям этих капитуляций, купцы, торгующие на территории Османской империи, освобождались от каких-либо угнетений, местного налогообложения, призыва в войска и формального закрепления их места жительства. Капитуляции были изначально приняты во времена военного господства Османской империи, чтобы стимулировать торговлю с западными купцами. Однако затем они всё чаще начали использоваться для осуществления значительных экономических и политических злоупотреблений со стороны европейских держав.

## История
Изначально капитуляции заключались отдельно с каждым христианским государством, начиная с Генуи в 1453 году, которая вступила в мирные отношения с Османской империей. В более поздних капитуляциях вместе излагались все ранее принятые уступки по отношению к различным государствам, и к ним также прибавлялись особенные концессии в отношении определенных государств: так в договорах появились статьи о режиме наибольшего благоприятствования в торговле.
Около 1535 года Сулейманом Великолепным была подписана капитуляция в отношении Франции.
Франция подписала капитуляцию с мамлюкским султаном в Каире в 1500 году, во время правления Людовика XII. После того, как турки завоевали Египет после Османо-мамлюкской войны (1516―1517), они оставил в силе капитуляции, заключенные с французами и распространили их действие по всей империи.

## Статус капитуляций
Термин «капитуляция» означает то, что обычно подразумевается под несколько различными понятиями: в османском языке «капитуляция» переводится как «ahid nameh», в то время как «договор» ― «mouahed». Последнее из двух понятий подразумевает взаимное участие, первое ― нет.
Согласно положениям капитуляций, и договорам между Портой и другими государствами, которые подтверждают действие капитуляций, проживающие в Турции подданные этих государств подчинялись законам своих стран.

## Денонсация капитуляций
В 1914 году правительство под руководством группы «Единение и прогресс» денонсировало капитуляции Османской империи и начало проводить новую экономическую политику, которая должна была принести пользу для османской экономики.
Что же касается Турции, то капитуляции отменялись в соответствии с Лозаннским договором (1923), в частности, в статье 28.
Капитуляции в Египте прекратили свое действие в 1949 году в соответствии с Конвенцией Монтре об отмене капитуляций в Египте, подписанной в 1937 году.

## Список капитуляций
Капитуляции были подписаны со следующими странами:
- Венеция (1454)
- Франция (1535, 1673, 1740)
- Англия (1579, 1675, 1809)
- Нидерланды (1579, 1680)
- Австрия (1615)
- Россия (1711, 1774)
- Швеция (1737)
- Сардиния (1740, 1825)
- Дания (1746 и 1756)
- Пруссия (1761)
- Испания (1782)
- США (1830)
- Бельгия (1838)
- Ганзейский союз (1839)
- Португалия (1843)
- Греция (1854 или 1855)
- Бразилия (1858)
- Бавария (1870)